# Four-minute man
In inglese four-minute man significa uomo dei quattro minuti e oggi viene usato per indicare, in ambito sportivo, un atleta capace di correre il miglio in meno di 4 minuti (il primo fu il britannico Roger Bannister nel 1954).
In precedenza, l'espressione era stata utilizzata, all'epoca in cui gli Stati Uniti si accingevano ad entrare in guerra nel primo conflitto mondiale, per indicare dei volontari opportunamente addestrati che pronunciavano discorsi spontanei, lunghi al massimo quattro minuti, per spiegare le ragioni dell'interventismo. Essi pronunciavano i loro discorsi ovunque vi fosse qualche assembramento: cinema, bar, mercati, scuole, stadi, ecc.
Si trattava di una specie di vero e proprio "esercito" di civili, messo in piedi dal giornalista George Creel, nominato da Woodrow Wilson a capo del CPI (Committee on Public Information) per sostenere le scelte governative a favore della guerra. Secondo lo stesso Creel, oltre 75.000 four-minute men, addestrati ad essere estremamente stringati ed essenziali nel parlare, avrebbero tenuto più di 7 milioni e mezzo di "mini-discorsi" coinvolgendo oltre 314 milioni di persone.